# Sadist (Band)
Sadist ist eine Death-Metal-Band aus Genua, Italien. Die Band spielte bis 1998 technischen Death Metal, bevor sie auf ihrem Album Lego den Stil in Richtung Metalcore/Crossover mit Einflüssen elektronischer Musik änderten.

## Geschichte
Sadist wurde 1991 gegründet und nahm noch im September desselben Jahres eine, mit Black Screams betitelte, Demoaufnahme auf. Diese wurde unter Obscure Plasma Records veröffentlicht und verkaufte sich weltweit circa 2500 mal. 1992 wurde die Demo von Wild Rags Records als EP wiederveröffentlicht. Nach einer lokalen Tournee in Italien tourte die Band 1992 und Anfang 1993 in Frankreich und Portugal.
Sadists Debütalbum Above the Light wurde 1993 über Nosferatu Records veröffentlicht, bei denen die Band einen Vertrag über zwei Alben unterschrieb. Wenig später kommt es zu einigen Besetzungswechseln als Sänger und Bassist Andy die Band verlässt und der Bassist „Chicco“ gemeinsam mit Sängerin Zanna der Band beitrat. Die Band tourte Ende 1993 durch Frankreich und die Niederlande, um das Album Above the Light zu bewerben und unterstützte ein Jahr später die Band Carcass bei den italienischen Terminen der Heartwork-Tour. Im Mai 1995 geht Sadist dann ins Studio, um das Nachfolgealbum Tribe aufzunehmen, welches im Februar 1996 veröffentlicht wird. Es gilt als eines der bis dato progressivsten Alben der Band. 1997 wird Sadist von Displeased Records unter Vertrag genommen und veröffentlicht das Album Crust. Dieses blieb jedoch unter den Erwartungen einiger Kritiker. Noch vor der Veröffentlichung des Albums verlässt Schlagzeuger Oinos die Band und wird durch den neuen Schlagzeuger Alessio ersetzt. 1998 tritt Sadist als erste italienische Band überhaupt auf dem Wacken-Open-Air-Festival in Deutschland auf.
Ein Jahr später unterschreibt Sadist einen neuen Plattenvertrag bei Impact/System Shock und veröffentlicht im Jahr 2000 das selbstproduzierte Album Lego, welches nun auch bei den Fans nicht gut aufgenommen wurde. Grund dafür ist vor allem ein Stilwechsel vom progressiven Death-Metal-Sound hin zum Nu-Metal. Auf dem Album Crust wurden vermehrt Industrial-Einflüsse eingesetzt, was dann auf den nächsten Alben als kompletter Stilwechsel fortgeführt wurde. Nach der erfolglosen Neuausrichtung der Band entschieden sich die Musiker, die Band im Jahr 2000 aufzulösen. Im Jahr 2005 reformierte sich Sadist wieder und unterschrieb einen Vertrag bei dem italienischen Label Beyond Productions.
2006 begannen Sadist mit den Aufnahmen für das selbst betitelte Album Sadist, welches 2007 veröffentlicht wurde. Nach einer Tour durch Europa erschien 2010 das Album Seasons in Silence.
Im Jahr 2015, nach ausgiebigem Touren, wird das Album Hyaena über Scarlet Records veröffentlicht. Über das gleiche Label veröffentlichte Sadist 2018 schließlich das Album Spellbound.
Zu Beginn des Jahres 2019 verließ Gründungsmitglied Andy aus persönlichen Gründen die Band.

## Diskografie
- 1991: Black Screams (Demo)
- 1992: Black Screams (EP)
- 1993: Above the Light
- 1996: Tribe
- 1997: Crust
- 2000: Lego
- 2007: Sadist
- 2010: Season in Silence
- 2015: Hyaena
- 2018: Spellbound
- 2022: Firescorched